# Пролив Фрама

Пролив Фрама

Пролив Фрама — пролив между островом Гренландия и архипелагом Шпицберген. Он соединяет Северо-Европейский и Арктический бассейны Северного Ледовитого океана. Назван в честь судна «Фрам», которое дрейфовало во время знаменитой экспедиции Фритьофа Нансена 1893—1896 годов. 
Течения, проходящие через этот пролив, являются важнейшим звеном водообмена между Северным Ледовитым океаном и Северной Атлантикой. Вдоль восточных берегов Гренландии проходит холодное Восточно-Гренландское течение, несущее арктические воды. В восточной части пролива проходит западная ветвь Норвежского течения — теплое Западно-Шпицбергенское течение.
В западной части пролива Восточно-Гренландское течение выносит из Арктики большое количество морского льда в Атлантический океан. Эта часть пролива всегда покрыта дрейфующими льдами, движущимися с высокой скоростью — десятки километров в день. 